# Adriana Laespada
Adriana Laespada (Bilbao, Vizcaya; 21 de noviembre de 1993) es una actriz, directora, dramaturga y cantante española.

## Biografía
Adriana Laespada nació el 21 de noviembre de 1993 en Bilbao, España. Comenzó su formación musical en academias privadas, donde estudió piano y lenguaje musical. Posteriormente, ingresó en el Conservatorio Juan Crisóstomo de Arriaga de Bilbao, donde inició sus estudios de bombardino y más tarde se especializó en canto clásico bajo la tutela de profesoras como Olatz Saitua (canto) e Itziar Barredo (repertorio). Además, se formó en lírica con María Bravo, Marta Ubieta (Sociedad Coral de Bilbao), Itziar de Unda, Silvia Colombini y Ana Begoña Hernández Soengas.
Simultáneamente a su formación musical, completó el Grado en Arte en la Universidad del País Vasco (UPV/EHU) en 2015, realizando un año de intercambio Erasmus en la University of Hertfordshire, Inglaterra, donde cursó el primer año del BA in Film Fiction.
Durante sus estudios, formó parte del cuerpo de actores y bailarines de la Asociación Bilbaína de Amigos de la Ópera (ABAO-OLBE), trabajando bajo la dirección de figuras destacadas de la lírica como Giancarlo del Monaco, Leo Muscato, Francisco Negrín y Mario Pontiggia, entre otros. Entre sus papeles destacados se incluyen la Condesa de Aremberg en Don Carlos (2015) y la joven Lucrezia en Lucrezia Borgia (2016). Además, participó en las producciones La Cecchina (2017) y María de Buenos Aires (2018) en el Teatro Comunale Mario del Monaco de Treviso, Italia. Como cantante, actuó en las producciones War Requiem (2017) y Mendi-Mendiyan (2019), ambas dirigidas por Calixto Bieito, así como en la gala I Hate Music (2018) bajo la dirección de Barbora Horakova, donde cantó como solista junto a Ainhoa Arteta en la pieza "I feel pretty".
En 2019, gracias a una beca de la Diputación Foral de Vizcaya, cursó el Máster en Dirección Escénica para Ópera en la Accademia per l’Opera di Verona, Italia. Desde entonces, ha trabajado como asistente de dirección en importantes teatros y festivales como el Teatro de La Scala, el Teatro dell'Opera di Roma, el Festival Donizetti Opera Bergamo y el Macerata Opera Festival, entre otros. Ha colaborado con directores de escena como Grischa Asagaroff, Valentina Carrasco, Ondadurto Teatro y Jacopo Spirei.
Laespada fue finalista en los concursos internacionales de dirección escénica del Macerata Opera Festival (2020), con Graham Vick como presidente del jurado; y Opera Lombardia (2022), en el Teatro Ponchielli (Cremona) presentando proyectos para El barbero de Sevilla y La traviata.
En 2020, comenzó su formación actoral en Teatro Azione Scuola di Recitazione y en el estudio Efilistra Acting Studio, ambos en Roma. En 2022, continuó su formación en la técnica Meisner con Tom Radcliffe en Actors East, Londres, y también estudió interpretación con Gary Condes en la misma ciudad.
Ha participado en diversas producciones teatrales, entre las que se incluyen Le Intellettuali di Piazza Vittorio, Nuestra Era, British Rooms, Non ho vergogna della parola amore e Ingannevole è il cuor più di ogni cosa. 
En 2023, interpretó a Luciana Garcia en el segundo episodio de la segunda temporada de la serie de televisión angloitaliana Signora Volpe protagonizada por Emilia Fox.
Paralelamente, ha desarrollado una carrera en la gestión cultural, trabajando como gestora, organizadora y coordinadora en instituciones como la Fondazione Giuliani per l’Arte Contemporanea (2016), Bulegoa Z/B (2016-2017), la Oficina Cultural de la Embajada de España en Italia (2020-2021) y la Real Academia de España en Roma (2022-2023). También trabajó como mediadora cultural en el Museo de Bellas Artes de Bilbao entre 2017 y 2019.
Laespada participó en el programa Vascos por el mundo de la cadena vasca EITB en 2021.

## Filmografía
| Año  | Serie         | Canal/Plataforma                 | Productora                             | Personaje | Notas      |
| ---- | ------------- | -------------------------------- | -------------------------------------- | --------- | ---------- |
| 2023 | Signora Volpe | Acorn TV Amazon Prime TVE Now TV | Route24 (Inglaterra) Cattleya (Italia) | Luciana   | 1 episodio |

## Teatro
- Nuestra Era (2023). Dirección: Marco Carlucci. Productora: Be Wow. Rol: Protagonista.
- Ingannevole è il cuor più di ogni cosa (2022). Dirección: Anastasia Astolfi y Emanuele Gabrieli. Teatro Azione (Roma).
- Le Intellettuali di Piazza Vittorio (2022-2023). Dirección: Augusto Fornari. Compañía: Valdrada Teatro. Teatro Tor Bella Monaca (Roma).
- Io non ho vergogna della parola amore (2021). Dirección: Domenico Casamassima y Emanuele Gabrielli. Teatro Azione (Roma).
- British Rooms (2021). Dirección: Matteo Quinzi y Emanuele Gabrieli. Teatro Azione (Roma).
- #ORIGEN (2018). La Joven. Instituto Goethe (Madrid).

## Ópera y zarzuela
- Maria de Buenos Aires (Astor Piazzolla). Dirección: Martin Ruis y Piera Ravasio. Teatro Comunale Mario del Monaco Treviso. 2018
- La Cecchina (Niccolò Piccini). Dirección: Martin Ruis · Teatro Comunale Mario del Monaco Treviso. 2017
- Mendi-Mendiyan (Pablo Sorozabal). Dirección: Calixto Bieito. Teatro Arrriaga Bilbao. 2019
- I Lombardi alla prima crociata (Giuseppe Verdi). Dirección: Lamberto Puggelli (Reposición: Grazia Pulvirenti Puggelli). Palacio Euskalduna. ABAO-OLBE. 2019
- I Hate Music (Leonard Bernstein). Dirección: Barbora Horakova. Teatro Arrriaga Bilbao. 2018
- La Bohème (Giacomo Puccini). Dirección: Mario Pontiggia. Palacio Euskalduna. ABAO-OLBE. 2018
- Salome (Richard Strauss). Dirección: Francisco Negrín. Palacio Euskalduna. ABAO-OLBE. 2018
- Manon (Jules Massenet). Dirección: Arnaud Bernard. Palacio Euskalduna. ABAO-OLBE. 2018
- War Requiem (Benjamin Britten). Dirección: Calixto Bieito. Teatro Arrriaga Bilbao. 2017
- I Masnadieri (Giuseppe Verdi). Dirección: Leo Muscato. Palacio Euskalduna. ABAO-OLBE. 2017
- Lucrezia Borgia (Gaetano Donizetti). Rol: Lucrezia joven. Dirección: Francesco Bellotto. Palacio Euskalduna. ABAO-OLBE. 2016
- Don Giovanni (Wolfgang Amadeus Mozart). Dirección: Jonathan Miller. Palacio Euskalduna. ABAO-OLBE. 2017
- Marina (Emilio Arrieta). Dirección: Humberto Fernández. Palacio Euskalduna. Compañía de Zarzuela Nieves Fernández de Sevilla. 2016
- Don Carlos (Giuseppe Verdi). Rol: Contessa di Aremberg. Dirección: Giancarlo del Monaco y Sarah Schinassi. 2015
- Madama Butterfly (Giacomo Puccini). Dirección: Renzo Giacchieri. Coreogafía: Hal Yamanouchi. 2015
- La Verbena de la Paloma (Tomás Bretón). Dirección: Humberto Fernández. Palacio Euskalduna. Compañía de Zarzuela Nieves Fernández de Sevilla. 2015
- La Revoltosa (Ruperto Chapí) · Dirección: Humberto Fernández. Palacio Euskalduna. Compañía de Zarzuela Nieves Fernández de Sevilla. 2014

## Colaboraciones artísticas
- Al final de tu cabello. Colaboración con los artistas Irati Inoriza y Juan Diego Calzada. Obra del Premio Generación 2024. La Casa Encendida (Madrid). 2024
- El agua volaba al aire. Colaboración con los artistas Irati Inoriza y Juan Diego Calzada. Parte de la instalación Nadie se baña dos veces en el mismo río, sino en el pantano mismo. Azkuna Zentroa (Bilbao). 2021
- With(in) With(out) me. Colaboración con los artistas Irati Inoriza y Juan Diego Calzada. Sala Rekalde (Bilbao). 2020

## Premios y candidaturas
| Año  | Categoría                         | Título             | Premio                  | Resultado |
| ---- | --------------------------------- | ------------------ | ----------------------- | --------- |
| 2022 | Mejor directora de escena under35 | La Traviata        | Opera Lombardia         | Candidata |
| 2020 | Mejor directora de escena under35 | Barbero de Sevilla | Macerata Opera Festival | Candidata |